# Крістіан Ворх
Крістіан Ворх (нім. Christian Worch; нар. 14 березня 1956, Гамбург) — німецький неонацист, керівний активіст кількох ультраправих організацій, сподвижник Міхаеля Кюнена, заперечуєГолокосту. Організатор руху Вільні товариства. Вважається одним з провідних діячів німецького неофашизму.

## Сімейна традиція
Багато членів родини Крістіана Ворха були переконаними нацистами. Деякі автори стверджують, ніби Крістіан виріс без батька, а його мати після розлучення вийшла заміж за колишнього військового лікаря Ваффен-СС. Однак сам Ворх у своїх інтерв'ю цього не підтверджує і називає лікаря-нациста своїм батьком.
Активним був нацистом і дядько Крістіана, який служив в люфтваффе. Бабуся допомагала у втечі з англійського полону шефові ліонського гестапо Клауса Барб'є. Матері на весілля була подарована Майн Кампф, яку Крістіан читав у дитинстві.
У підлітковому віці Крістіан Ворх конфліктував з однокласниками-марксистами, що зміцнило його в ультраправих і антикомуністичних поглядах. Гімназію він не закінчив, вищої освіти не отримав, однак, за його словами, прочитав три тисячі книг і написав двадцять романів. Не був призваний на службу в бундесвер як політично неблагонадійний. Набув  спеціальність помічника нотаріуса.

## Ультраправий активіст

### У структурах Кюнена
У 1977 році Крістіан Ворх примкнув до неонацистського угруповання Міхаеля Кюнена Hansa-Bande. Тоді ж вступив у Фронт дії націонал-соціалістів (ANS). Брав участь в акціях заперечені Голокосту, в тому числі у відомому провокаційному ході під гаслом «Осли вірять, що євреїв труїли газами». Курирував контакти з рухом Викингюгенд. Ворх став одним з найближчих сподвижників Кюнена.
У 1979 році Міхаель Кюнен був заарештований. Керівні функції в ANS прийняв Крістіан Ворх. У 1980 році був заарештований і Ворх — за звинуваченням у закликах до насильства. Відбув три роки в ув'язненні.
Після заборони ANS у 1983 році Крістіан Ворх приєднався до Вільної німецької робітничої партії (FAP). Займав FAP посаду заступника голови. Підтримав Міхаеля Кюнена у внутрішньопартійному конфлікт з Фридхельмом Буссе і Юргеном Мослером. У 1989  році Ворх у складі групи Кюнена вийшов з FAP.
Брав участь у створенні Спільноти однодумців Нового фронту. Курирував допомогу неонацистам, які перебувають в ув'язненні і боротьбу проти антифа. Організовував акції пам'яті Рудольфа Гесса. Успадкувавши сімейну нерухомість, Ворх забезпечив власну економічну самостійність і зміг надавати неонацистських організацій серйозну фінансову допомогу.

### У Вільних товариствах
З 1990-х років Крістіан Ворх, поряд з Штеффеном Хупкой і Томасом Вульфом, став ключовим організатором неформального неофашистського руху Вільні товариства (Freie Kameradschaften). В квітні 1994 року в місті Бад-Готлойба-Берггисхюбель Ворх провів нараду з лідером забороненої до того часу Німецької альтернативи Франком Хюбнером і організатором Національного настання Міхаелем Свирцеком. Був погоджений новий курс — формування мобільних напівпідпільних структур, які не мають формальної реєстрації, але ідеологічно мотивованих, організаційно міцних і здатних обійти законодавчі заборони.
Ворх виступав сполучною ланкою між товариствами і легальною ультраправої Націонал-демократичної партії (NPD). Підтримував тісний контакт з Гюнтером Деккертом і Удо Фойгтом. Зі свого боку, Фойгт розглядав Freie Kameradschaften як інструмент «завоювання вулиці». Був противником об'єднання NPD з Німецьким народним союзом.
За нацистську пропаганду у 1994 року Ворх був знову засуджений. У 1996—1997  рокахперебував у в'язниці за спроби відтворення забороненого ANS. Федеральна служба захисту конституції Німеччини характеризувала Крістіана Ворха як «небезпечного нерозкаяного злочинця». У загальній складності Крістіан Ворх провів у в'язниці близько п'яти з половиною років.

## Ідеї та оцінки
Погляди Крістіана Ворха засновані на ідеології Третього шляху. При цьому після падіння НДР і об'єднання Німеччини Ворх став менш жорстким антикомуністом.

Молоде покоління хоче йти своїм шляхом — типовий конфлікт батьків і дітей. Подібне відбувалося в НДР. Крах соціалізму і наступ ринку викликали зміни, не всім припали до душі. Людям потрібно щось третє. Але вибір обмежений. Ідеологічний конфлікт між комунізмом і націонал-соціалізмом не занадто великий. Різниця є, але обидві системи протистоять капіталізму.
Крістіан Ворх

Своїми цілями Ворх називає «соціальну справедливість і велич Німеччини». Не вважає себе антисемітом, висловлює повагу до «інтелектуальним здібностям євреїв» і військових перемог Ізраїлю. При цьому висловлює повагу до Гітлера як «неповторної історичної особистості». В організаційному плані Ворх робить усвідомлену ставку на безробітних і соціальних маргіналів, яким нічого втрачати.
27 травня 2012 року Крістіан Ворх заснував і очолив неофашистскую партію Праві, яка отримала мандат у міській раді Дортмунда.
Політичні експерти ФРН відносять Крістіана Ворха до «самим досвідченим і авторитетним функціонерам неофашистського табору».

## Особисті особливості
Крістіан Ворх відомий замкнутістю характеру і схильністю до самотності. З цієї причини він не одружений і ніколи не заводив сім'ю (хоча теоретично допускає, що міг би одружитися з німкенею, скандинавкою або голландкою).